# Гефи
Гефи је визуелни рачунарски програм, за истраживање, контролисање, унапређивање свих врста рачунарских мрежа и сложених система, nаписан у Јава програмском језику, на NetБins (енг. NetBeans) платформи, првенствено креиран као пројекат студената техничког универзитета у Компјењу , у Француској.
Користе га истраживачи на разним универзитетима, у новинарству, информатици, и другим местима. Нпр. коришћен је за визуелно приказивање глобалне повезаности садржаја Њујорк Тајмс новина, и надгледање Интернет саобраћаја Твитер друштвене мреже за време друштвених немира. Једна од честих употреба Гефи алата је анализа друштвених мрежа, а користи се и за приказ инМапс-a од стране пословне друштвене мреже ЛинкедИН.
Гефи је врло квалитетан виртуализацијски софтвер, и користи један од најбржих визуализацијских погона како би се могли анализирати комплексни графови. Гефи може да прикаже до 50000 чворова мреже, и до 500000 веза, итерира кроз визуализацију користећи динамичке филтере, па омогућава широк спектар алата за управљање графовима. Алгоритми за креирање приказа дају облике графовима. Гефи омогућава врло квалитетне и ефикасне алгоритме за приказ. Палета приказа омогућава мењање приказивања графова током рада програма, па самим тим повећава корисничко искуство.
Уз помоћ Гефи алата могуће је истраживати графове који имају више нивоа, тако што се генеришу, велики, хијерархијски, структурирани графови као што су друштва, графови података, или мрежни графови.

## Историја
Гефи је рачунарски програм настао 2008 године. Примарно се користио за потребе истраживача, који су развијали друштвене мреже, како би боље сагледавали могућности WEB tehnologiје, na Fondation Maison des Sciences de l'Homme у Паризу, у Француској. Данас, Гефи удружење има за циљ стварање одрживог програма, вођеног међународном заједницом отвореног кода, која дели заједничке интересе у мрежним и комплексним системима.
Од самог почетка непрофитна организација Асоцијација Гефи обезбеђује активну подршку, заштиту, и промовисање Гефи пројекта. Првенствено представљен од Association WebAtlas, Linkuence SAS and SciencesPo Medialab, и сарадника Метју Бастиана, Себастијана Хејмана, и Метјуа Џекомија, прогресивно поставља међународну заједницу сарадника и корисника, и сваке године активно учествује у Гугловом летњем коду ( енг. Google Summer of Code) програму, и победили су на Оракловом (енг. Oracle) такмичењу Дуков избор за најбољу иновацију за техничку визуализацију.
Године 2011. покрећу непрофитну корпорацију Гефи конзорцијум (енг. Gephi Consortium) створену да удружи индустријске, лабораторијске и цивилне напоре у унапређењу Гефија. Креиран је према Француском праву из 1901 године и води га одбор директора. Конзорцијум Гефи покушава да, кроз истраживање и развој, створи генеричке и вишекратно употребљиве делове Гефија, усаврши технологију по ниској цени, и створи стандарде који ће омогућити међу-оперативност.

## Карактеристике
Гефи је програм отвореног кода који се користи за визуелно истраживање мрежа, такоће познатих као графови. Мрежа се састоји од више субјеката, чворова, и делова који повезују чворове, ивица. Док већина сличних програма има могућност погледа на мрежу, и њеног анализирања, Гефи је посебно опремљен за рад са мрежама које поседују чворишне атрибуте. Атрибути су парови кључне вредности повезани са сваким чвором или сваком ивицом. Нпр. појединац друштвене мреже може имати атрибуте као што су род, године, место запослења и сл. Корисници Гефија раде са приказом графова у тренутном времену, и позиционирају чворове у дводимензионалном или тродимензионалном простору, користећи различите врсте алгоритама, или померајући чворове ручно. Корисници користе чворне атрибуте како би променили боју или величину чворова, у циљу проналажења група или појединаца. Циљ је пронаћи узајамну повезаност атрибута чворова и мрежне структуре, користећи се визуелним приказом.
Приликом приказивања друштвене мреже могуће је израчунати степен и даљину чвора од центра. Гефи није ограничен на рад само са друштвеним мрежама. Све врсте мрежа могу бити анализиране, као што су Интернет топологија, мрежа за дељење података, финансијске мреже, семантичке мреже, организационе мреже, и друге.
Гефи има за циљ обезбеђивање целог процеса, од уношења података у програм, преко интеракције између података и програма, до приказивања што лепшег изгледа графа. Подаци могу бити убачени и избачени из програма у више врста фајл формата, и такође могу бити преузети из базе података. Када заврши са прегледом, корисник може улепшавати изглед и естетику графа и сачувати граф у облику фајл формата вектора, како би осигурао добар квалитет при штампању или објављивању графа на било који други начин.

### Приказивање у тренутном времену
Снага Гефија лежи у његовој способности да мрежу приказује у тренутном времену. Корисник може да испробава приказивање мреже експериментишући са разним визуелним конфигурацијама. Гефи поседује тренутну визуализацију, односно тренутно освежавање графова, уз помоћ којег постиже ефикасније искоришћење и брзо приказивања графовима, чиме се постиже боље разумевања и откривања образаца у великим графовима. Корисник примењује изглед алгоритама на облик мрежне структуре у две димензије или 3 димензије, нпр. користећи на силу усмерене (енг. force-directed) облике. Овакви алгоритми одређују облик мреже користећи одбојну karakteristiku између свих чворова мреже, али такође користећи атрактивну повезаност између susednih чворова. Свака промена изгледа окружења покреће израчунавање промене положаја чвора, и након тога помера чвор готово тренутно.

### Распоред
Распоред даје облик графиконима. Гефи обезбеђује леп и чист распоред изгледа графова, за сврхе лакшег сналажења као и за бољи квалитет тумачења података. Постоје:
- Ручно прављени алгоритми
- Алгоритми вишег нивоа

### Formati fajlova
Гефи је у стању да користи следеће формате фајлова:

GEXF, GDF, GML, GraphML, Pajek NET, GraphViz DOT, CSV, UCINET DL, Tulip TPL, Netdraw VNA, Spreadsheet.

## Графички интерфејс
Гефи је флексибилна десктоп апликација, која не ограничава корисника унапред дефинисаним изгледом интерфејса. Напротив, корисник је у могућности да подешава радно окружење, помера панеле, приказује или скрива оквире. Графички интерфејс Гефија је уобичајено подешен за три врсте режима интерфејса, а то су: преглед, ниво података, и перспектива.
Режими се налазе у главном менију:
- Преглед - графички режим манипулације,
- Ниво података - графички приказ података у табелама,
- Перспектива - визуелно подешавање пре извоза вектора.

## Додаци
Гефи додаци су, као што им само име каже, различите врсте додатака за програм креиране на НетБинс платформи, уз помоћ којих апликација обавља различите врсте задатака. Додају се у ручно или аутоматски.

### Изометријски распоред чворова
Овај распоред користи изометријске перспективе за визуализацију мреже. Односно генерише тродимензионалне координате за све чворове мреже(x, y, z), тако да је метод за визуелну презентацију тродимензионалних чворова могућ и у две димензиједве димензије. Може се користити за поделу мреже у два Z-слоја, нпр. да боље прикаже високе приоритете, одвојено од ниских приоритета, или боље приказивање заједница након коришћења модуларних алгоритама. Поред тога, подељени Z-слојеви се могу користити у Гефијевим подељеним и/или парцијалним процедурама.
Коришћење овог Гефијевог додатног алата је веома једноставно, довољно је да мрежни колоне чворова у свом називу садрже атрибут [z]. Изометрични распоред чворова ће израчунати и поделити Z-нивое на основу задате [z] вредности колоне. У случају да мрежа не садржи [z] колону, сви чворови се постављају у нулти слој.

### Архитектонски ГрафМЛ
Овај додатак је развијен као део КСД истраживачке групе, у сарадњи са Немачким истраживачким центром за вештачку интелигенцију ГмбХ и универзитетом Кајзерслаутерна, као и техничким универзитетом у Минхену.
Током процеса пројектовања, архитетке и студенти често проучавају планове зграда, кућа, као и осталих објеката, који су претходно, већ пројектовани или изграђени. Ови планови су доступни конвенционално, као облик колективног памћења у архитектонској монографији и часописима, као и на Интернету. Циљ КСД истраживачке групе је да подржи рану фазу дизајнерског процеса користећи информациону технологију, тако да би се пронашла слична архитектонска решења, у циљу постизања додатне инспирације, експлицитног решења, или средства да се боље разумеју актуелни проблеми и дизајн.
Да би се архитектонска ситуација оформила дигитално, потребно је направити семантички отисак објекта, који ће се користити за идентификовање, као што људи користе отиске прстију да би идентификовали појединце. Да би се направио просторни распоред, графички базирана решења математичким путем представљају отиске, као што су простор, даљина, поравнање, оријентација или урбана интеграција.
Овај Гефијев алат креира изглед отисака објекта као графова. Осим тога, додаје просторну димензију приказивањем оригиналних подних мапа. Поред тога, додати су алати за оцењивање додатих отисака мењајући боју чворова, ивица, и подешавајући њихову дебљину.

## Гефијев апликациони програмски интерфејс (АПИ)
Гефијев апликациони програмски интерфејс (АПИ) је могућност коришћења Гефи апликација уз помоћ претходно унетих слрипти у програм. На овај начин повећава се спектар могућности апликације, и она постаје флексибилнија.
Гефи је модуларно дизајниран:
- Подељен у више модула,
- Нпр. модул за графичку структуру, модул за корисничко окружење, модул за графичке филтере...,
- Модул језгра се такође може контролисати помоћу спољних скрипти.

### Графички АПИ
АПИ пружа комплетну структуру података, и садржи следеће карактеристике:
- Директну, неусмерену, и мешовиту графичку подршку,
- Једноставну структуру,
- Осигурана поља,
- Хијерархијске графиконе,
- Аутоматски прорачун ивица,
- Праћење промена на графиконима,
- Истовремено праћење више акција.

Графички интерфејс поседује класичне карактеристике потребне за употребу и приступање графичким алгоритмима. Унутрушњи модел података је флексибилан са типом графичке подршке (директном, неусмереном, и мешовитом), и обезбеђује креирање било ког графа без обзира на његову природу. На пример, у потпуности је могуће добити неусмерени графикон, иако су све ивице усмерене и супротне.
Не постоји извршавање конвертујућих операција због тога што су графички интерфејси само оцењивачи, односно служе само за одређивање типа графа. Сви графички интерфејси (директни, индиректни, хијерархијски графикони) могу бити добијени од графичког модела. Стога на страни клијента графички модел је једини податак који се чува у меморији.

### Пројектни АПИ
Пројектни АПИ је АПИ који се користи за манипулацију пројекта и радне површине. Пројектни АПИ дефинише пројекат, и изглед радне површине. Већина модула ће користити овај интерфејс за посматрање животног циклуса апликације. Стога АПИ дефинише читач радне површине апликације, што је и основа за праћење догађаја на радној површини, док сервис за контролу пројекта управља системом. Апи посебно контролише комуникацију модула са више радних површина.